# Битва на Пеленнорских полях
Би́тва на Пеле́ннорских поля́х (англ. Battle of the Pelennor Fields) — вымышленное сражение в романе Дж. Р. Р. Толкина «Властелин колец» битва на Пеленнорских полях [pɛˈlɛnnɔr] произошла при обороне города Минас Тирит силами Гондора и кавалерией его союзника Рохана, против сил Темного Лорда Саурона из Мордора и его союзников харадримов и истерлингов. Это было крупнейшее сражение в Войне Кольца. Оно произошло в конце Третьей Эпохи на Пеленнорских полях, в городе Минас Тирит и полях между Минас Тиритом и рекой Андуин.
В поисках источников, которые вдохновили Толкина, ученые сравнили битву с историческим отчетом о битве на Каталаунских полях, где король Теодорих I был затоптан насмерть своими людьми после того, как упал с лошади. Другие сравнивали смерть Короля-Чародея Ангмара со смертью Макбета, которому также было предсказано, что он не умрет от руки человека, «рожденного женщиной». И сравнивают крик петуха в тот момент, когда Король-Чародей собирался войти в город, напоминает петушиный крик, возвещающий о воскресении Иисуса в тот момент, когда Симон Петр отрицал, что знает его.
Ученые, анализирующие эту битву, отмечали теорию Толкина о северном мужестве, которое сохраняется даже перед лицом верной смерти. Они также отметили элегический тон, перекликающийся с древнеанглийской поэмой «Беовульф», использование аллитерационных стихов и характер доспехов, которые в основном представляют собой кольчужные рубашки в стиле раннего средневековья с добавлением латных доспехов. Другие отмечали яркие описания битвы Толкином, отметив, что он участвовал в битве на Сомме.
Битва стала «захватывающим» центральным элементом фильма Питера Джексона «Властелин колец: Возвращение короля».

## Сюжет книги

### Предыстория
Завоевание Средиземья Саурон начал с нападения на своего ближайшего и самого сильного противника — Гондор. Несколько десятилетий Мордор готовился к войне. Армия для наступления на Минас Тирит — столицу Гондора и сильнейшую крепость Западного Средиземья — состояла из нескольких частей, наступавших с разных направлений:
1. Армия Минас Моргула (орки)
2. Армия Харада (харадрим и мумаки)
3. Армия Умбара (пираты)
4. Армия собственно Мордора (вышедшая из Чёрных Врат), а также орда истерлингов и орков, захватившая Анориэн

Гондор мобилизовал все имеющиеся силы на борьбу с Врагом. Передовую линию обороны составляли гарнизон западного Осгилиата, следопыты Итилиэна, войска, защищавшие Раммас Эхор и Каир Андрос. Главные силы составлял гарнизон Минас Тирита. Большое подкрепление ожидалось из Южного Гондора и Рохана; однако отряды, явившиеся в Минас Тирит с юго-запада (из Дол Амрота, с Ламедона, Пиннат Гелина, Лоссарнаха) нельзя было назвать серьёзной подмогой — явилось менее трёх тысяч воинов, хотя жители города надеялись, что придёт на порядок больше (один только Форлонг Лоссарнахский мог выставить 2000 воинов, но привел лишь двести, а самый крупный из пришедших-отряд Имрахила включал 700 воинов, хотя в походе на Мордор он из своих людей выставил 2000). Большая часть войск Южного Гондора оказалась скованной защитой собственных земель от десанта свирепых пиратов Умбара и харадрим, ударивших по Гондору с юга. Главная надежда оставалась на Рохан, но в связи с открывшимся предательством Изенгарда армия рохиррим выступила в поход с опозданием — лишь 10 марта.

### Осада Минас Тирита
В ночь с 10 на 11 марта 3019 г. Т.Э. огромное воинство выступило из Минас Моргула под предводительством Короля-чародея, чему стали свидетелями Фродо, Сэм и Голлум, проходившие в это время по Моргульской долине. По пути эта армия соединилась с войсками Харада, союзника Саурона. 12 марта силы Мордора подошли к переправе через Андуин, которую защищал Фарамир, и после двухдневного сражения (см. битва при Осгилиате) взяли Осгилиат, Раммас Эхор и заняли Пеленнор. Одновременно с армией из Минас Моргула из Чёрных Ворот вышло войско Мордора, которое с налёту захватило Каир Андрос и вторглось в Анориэн, тем самым отрезав путь армии Рохана. К вечеру 13 марта Минас Тирит был осаждён.
Всю ночь войска Мордора и союзников переправлялись на западный берег Андуина, разбивали лагерь и разоряли Пеленнор. На следующий день началась осада Минас Тирита: орки окружали крепость рвами, заполняли их огнём и сооружали за ними дальнобойные катапульты. Эти катапульты с безопасного расстояния обстреливали город зажигательными снарядами, в результате чего к концу первого дня осады весь нижний ярус Минас Тирита был охвачен пожарами. Кроме этого, для подавления боевого духа осаждаемых внутрь крепости забрасывались головы погибших и попавших в плен гондорцев, что вызывало ужас и отчаяние у защитников крепости. В результате к ночи большинство защитников покинули первый ярус крепости. Положение осложнялось тем, что наместник Гондора Дэнетор II, сражённый отчаянием, отказался исполнять обязанности главнокомандующего, и командование обороной города приняли на себя князь Дол Амрота Имрахиль и Гэндальф.
В полночь армия Мордора начала общий штурм. Несмотря на небольшое число защитников в первом ярусе, атака стен крепости в течение нескольких часов не приносила успеха. Тогда вперёд был выдвинут гигантский таран Гронд. Однако и он не сумел пробить Врата города. Тогда Король-чародей трижды применил мощное заклинание, и таран сокрушил ворота.

### Ход сражения

#### Атака Рохана
На рассвете силы Мордора прорвали последние рубежи обороны. Король-Чародей въехал под своды ворот Минас Тирита и приготовился сразиться с Гэндальфом. Однако рога рохиррим, подошедших на помощь, заставили Предводителя назгулов вернуться на поле брани.
Тем временем король Теоден и войско Рохана проникли в северную часть Пеленнорской равнины незамеченными благодаря дикарям из леса Друадан, а также Великой Тьме, которую ещё за несколько дней до начала наступления Саурон наслал на Гондор. Утром 15 марта войска Рохана внезапной атакой взяли разрушенную орками стену Раммас Эхор. После этого всадники перегруппировались для битвы с врагами, осаждавшими Минас Тирит. Город был окружён войсками Саурона, его врата были разрушены тараном Грондом и заклятием Короля-Чародея. Войска рохиррим были разделены на три части: эоред Эльфхельма на правом фланге пытался пробиться к воротам города, другая часть во главе с Теоденом и Эомером, в составе которой также находились Эовин и Мериадок, атаковала главные силы врага, третья — под командованием Гримбольда прикрывала левый фланг наступления. Атака рохиррим стала полной неожиданностью для армий Мордора, в результате всадники начали успешно уничтожать пешие силы Саурона и обратили их в панику и бегство. Северная половина Пеленнорской равнины была отбита. В бой устремились харадрим. Но Теоден, оторвавшийся от своих с небольшим отрядом, сумел сразить их вождя.

#### Смерть короля Теодена и гибель Ангмарца
Король-Чародей, оседлав крылатое чудовище, устремился к Теодену. Его чёрный дротик пронзил коня Теодена, который повалился на бок, подмяв хозяина под себя. Ангмарец собирался добить Теодена, но на его защиту встала Эовин, скрывавшаяся до этого в войске под именем Дернхельма, а также хоббит Мериадок, сопровождавший её. Эовин отрубила голову чудовищу назгула, а затем, при содействии Мериадока, ударом зачарованного кинжала из Курганов снявшего с Кольцепризрака неуязвимость для обычного оружия, она убила и самого Короля-Чародея. После этого обессилевшая и отравленная Чёрным Дыханием Эовин потеряла сознание. Подоспевший на выручку Эомер успел проститься с Теоденом, который передал ему власть. Затем Эомер, приведённый в ярость берсерка гибелью короля и предполагаемой смертью Эовин, повёл всё своё войско в стремительную атаку на харадрим. Это едва не погубило остатки его армии. В это время командование армией Мордора взял на себя наместник Моргула Готмог, который двинул резервы против армии Рохана, обходя её с флангов, чтобы отрезать от Минас Тирита и уничтожить; рохиррим по команде Эомера перешли в оборону и выстроили стену щитов. На помощь рохиррим уже спешили гондорцы под началом Имрахиля, но войска Мордора сковали их боем. Юг поля оставался за Мордором, а с востока через Андуин постоянно шли подкрепления. Гэндальф и сопровождавший его хоббит Перегрин Тук не появлялись на поле боя, так как в это время занимались спасением Фарамира от его обезумевшего отца, решившего покончить свою и сыновнюю жизнь самосожжением.

#### Финал сражения
После полудня с юга на волнах Андуина показались корабли под чёрными парусами — флот пиратов Умбара. Его появление означало падение южного Гондора и несомненную победу Мордора в сражении, что воодушевило воинов Саурона и привело в отчаяние их противников. Но оказалось, что на кораблях прибыл Арагорн и привёл подкрепление с юга. В битве при Пеларгире он, используя могущество Армии Мёртвых, захватил флот пиратов и, таким образом, освободил южный Гондор. Армия Арагорна 14 марта покинула Пеларгир, а в полдень 15 марта сошла на берег в Харлондской гавани. Когда корабли подошли к гаваням Харлонда, с них сошли войска южных провинций и ударили в тыл войскам Мордора и Харада. С этого момента исход битвы был предрешён, однако уничтожение весьма многочисленных сил Врага продолжалось до вечера: воины Саурона, несмотря ни на что, не сдавались в плен, а бежать удалось лишь немногим. В итоге к исходу дня практически вся армия Мордора была уничтожена.

### Итоги
- Была снята осада с Минас Тирита, окружено войско противника в Анориэне, снята угроза Рохану, отбита попытка захвата южных провинций Гондора.
- После победы силы Запада перехватили инициативу и смогли начать контрнаступление на Мордор. Вскоре после начала наступления Гондор вернул Итилиэн и полностью очистил от орков и истерлингов Анориэн.
- Полностью уничтожена армия Харада как самостоятельная сила, союзная Мордору.
- Нанесён значительный урон пиратскому флоту Умбара, чем была нейтрализована на время угроза южным провинциям Гондора.
- Было разбито огромнейшее воинство Саурона, которое, тем не менее, было, по словам Гэндальфа, «лишь коготком огромного чудовища». Битва означала лишь отсрочку людям Запада, надежды на победу в войне практически не оставалось.
- Был убит Король-Чародей, самый могущественный из полководцев Саурона.

## Участники
См. Полководцы Рохана и Гондора — участники Войны Кольца
- Гондор: Имрахиль, Хурин Хранитель Ключей, Хирлуин Светлый† (правитель Зелёных Холмов), Форлонг Старый† (правитель Лоссарнаха), Дуинхир (правитель Долины Мортонда), Деруфин† и Дуилин†.
- Рохан: Теоден †, Эомер, Эовин , Мериадок, Эльфхельм (маршал), Гримбольд† (маршал), Дунхере† (младший командир, правитель Харроудейла), Гутлаф† (знаменосец Теодена); Хардинг†, Деорвин†, Херефара†, Херубранд†, Хорн†, Фастред† (в качестве павших упоминаются в роханской песне).
- Войско Арагорна: Арагорн, Элладан и Элрохир, Леголас, Гимли, Хальбарад†.

## Концепция и создание
Война Кольца, третий том Истории Властелина Колец, в последней версии сильно отличается от первоначального описания. Некоторые отличия очевидны. Например, Теоден умирает от выстрела в сердце вместо того, чтобы быть раздавленным своей лошадью; когда Эовин раскрывает свой пол, она с коротко остриженными волосами, этой детали нет в окончательной версии. Толкин также рассматривал возможность убийства Теодена и Эовин.
Учёный Элизабет Солопова отмечает, что Толкин неоднократно ссылался на исторический отчёт Иордана о битве на Каталаунских полях, и анализирует сходство двух сражений. Обе битвы происходят между цивилизациями «Востока» и «Запада», и, как и Иордан, Толкин описывает свою битву как легендарную битву, прославившуюся на протяжении нескольких поколений. Еще одно очевидное сходство — смерть короля вестготов Теодориха I на Каталаунских полях и смерть Теодена на Пеленноре. Иордан сообщает, что Теодорих был сбит с ног своей лошадью и затоптан насмерть своими людьми, которые бросились вперед. Теоден также собирает своих людей незадолго до того, как он падает и его раздавливает лошадь. И, как и Теодорих, Теодена уносят с поля битвы, а его рыцари плачут и поют о нем, пока битва еще продолжается.

## Литературная критика
Литературный критик Майкл Драут в статье «Прозаический стиль Толкина, его литературные и риторические эффекты» приводит параллели между стилем некоторых эпизодов битвы на Пеленнорских полях и пьесой Уильяма Шекспира «Король Лир».
В ряде источников упоминается, что описание атаки рохиррим Толкиеном могло быть создано на основе еще одного исторического эпизода — атаки польских крылатых гусар в битве под Веной 11 сентября 1683 года, когда осаждавшая город турецкая армия была разгромлена польско-австрийской коалицией.

### Северное мужество
Прибытие Рохана возвещается, как пишет исследователь Толкина Том Шиппи, двумя криками: петушиным криком, когда наступает утро, и «как бы в ответ … большие рога Севера дико трубят». Петушиный крик напоминает многочисленные рассказы в западной литературе, которые, как пишет Шиппи, говорят о новой надежде и жизни после смерти; о призыве, который сказал Симону Петру, что он трижды отрекся от Христа и что, несмотря на его действия, будет воскресение Христа; о петушином крике в «Комусе» Мильтона, который «еще будет утешением»; петушка в скандинавском Ódáinsakr, убитого и брошенного через стену ведьмой, но моментом позже кричащего королю Хаддингу. Что касается рогов Рохана, то, по мнению Шиппи, «их значение — бравада и безрассудство», а в сочетании с петушиным криком это означает, что «тот, кто боится за свою жизнь, потеряет ее, но бесстрашная смерть не является поражением». Шиппи пишет, что боевые рога олицетворяют «героический северный мир», он называет ближайшим примером ситуацию с Беовульфом к моменту эвкатастрофы, когда геаты Онгентеоу, запертые всю ночь, слышат звуки боевых рогов людей Хигелака, пришедших им на помощь. Рыцарский стиль произведения, как отмечает исследователь Толкина, Томас Онеггер, отсылает к англо-саксонским рыцарям (древнеанглийский : cniht), а не к шевалье во французском стиле. Шиппи пишет, что в критический момент битвы решающая атака Всадников Рохана проявляется в щегольстве, которое, как он объясняет как «белый конский хвост на шлеме [Эомера], летящий на скорости», и как «преимущество внезапного наступления, рывок, сметающий сопротивление». Шиппи отмечает, что это позволяет Толкину изображать роханцев воплощая две ипостасии — как людей английской культуры, основываясь на их древнеанглийских именах и таких словах, как «eored» (отряд кавалерии), и как «чужака, чтобы дать представление о том, как земля формирует людей».
Исследователь Толкина Джанет Бреннан Крофт отмечает, что битва иногда описывается глазами хоббита Пиппина, который, подобно «простому солдату в окопах Первой мировой войны», считает свою роль «далекой от славной; томительное ожидание, чувство бесполезности и тщетности, ужас, боль и уродство». Тем не менее, пишет Крофт, Толкин не следует модернистам и не использует иронию в качестве стиля изложения; Хоббиты тоже отважны и действуют не имея надежды. Она цитирует замечание Хью Брогана о том, что их решимость «преодолевает все горе и ужас … придавая им достоинство и значимость», терапевтическая мысль для человека, чей разум был омрачен войной.
Джулер Анделин в «Энциклопедии Толкина» Дж. Р. Р. пишет, что пророчества в Средиземье зависели от понимания персонажами Музыки Айнур, божественного плана для Арды и часто были двусмысленными. Таким образом, пророчество Глорфинделя «не от руки человека падёт [Повелитель Назгулов]» (в оригинале «not by the hand of man will [the Lord of the Nazgûl] fall» — man может быть и человеком и мужчиной) не дало Повелителю Назгулов подсказку, что он умрет от рук женщины и хоббита (Эовин и Мериадок).

### Элегический тон
Роберт Ли Махон заявляет в CEA Critic, что рассказ Толкина о битве имеет оттенок элегии, так что каким бы ни был исход, многое будет потеряно. У людей есть дар Илуватара, смерть. В битве Арагорн и Эомер «остались невредимыми, ибо таковы были их удача, мастерство и мощь их оружия, и действительно немногие осмеливались противостоять им … в час их гнева»; «Но многие другие были ранены, искалечены или мертвы на поле боя». Глава о битве заканчивается «элегической песней», в которой Толкин предлагает Рохану подражать своему любимому <i id="mwAXs">Беовульфу'': «Мы слышали о звоне рогов в горах, о мечах, сияющих в Южном королевстве. . . Там пал Теоден, могучий Тенглинг… верховный владыка воинства. . . . Смерть утром и в конце дня приняли владыки смиренно. Давно они спят под травой в Гондоре». Махон отмечает, что читатель скорбит, даже радуясь, в чём и есть, по его мнению, «сущность великой фантастики».
Джеймс Шелтон в Journal of Tolkien Research пишет, что использование Эомером (и Толкином) аллитерационных стихов во время битвы действует на разных уровнях. После смерти Теодена Эомер декламирует: «Не скорбите слишком сильно! Могучим был павший, встреча была его концом. Когда его курган будет поднят, женщины будут плакать. Война зовет нас!». Шелтон отмечает, что Шиппи справедливо назвал это «между плачем и боевым кличем». Это одновременно и честь павшему королю, и призыв к доблестному продолжению последней битвы Теодена; тем не менее, пишет он, в современном романе открывается возможность того, что Эомер не будет соответствовать этому древнему идеалу: Эомер «плакал, говоря». Это «северное мужество» состоит в том, чтобы продолжать сражаться, даже зная, что умрешь. Таким образом, Толкин, по мнению Шелтона, одновременно изобразил англосаксонские взгляды и изобразил Эомера как человека с эмоциями, скрывающимися за доспехами и традициями.

### Военный реализм
Нэнси Марч в Mythlore пишет, что описание битвы Толкином яркое, замечая, что Толкин участвовал в битве на Сомме в 1916 году. Она цитирует комментарий другого ветерана войны, К. С. Льюиса : «Война [Толкина] имеет то же самое качество войны, которое знало мое поколение. Здесь есть все: бесконечное, невнятное движение, зловещая тишина фронта, когда „все уже готово“, летающие штатские, живая, яркая дружба, фон чего-то вроде отчаяния и веселый передний план, и такие ниспосланные небесами находки, как тайник отборного табака, „спасенный“ из руин». Что касается осады Минас Тирита, она пишет, что на Толкина могло повлиять увиденное им британское нападение на хребет Тьепваль с его огненной ночной бомбардировкой, укреплениями пересекающие реку, Назгул-подобной союзной авиацией «разведывавшей и обстреливавшей» над немецкими позициями.
Дэвид Белл, анализируя битву, и заключает, что «вожди Запада были везунчиками», такими, как Наполеон хотел, чтобы были его генералы. Он отмечает, что если бы Арагорн опоздал, битва была бы проиграна. Тем не менее люди, пишет он, обычно были крупнее и сильнее орков; возможно, они были лучше вооружены и бронированы; и их мотивировало лидерство, а орков «гнали в бой»; с потерей Короля-Чародея Ангмара орки остались без лидера и были деморализованы. Что касается доспехов, Томас Онеггер, в Journal of Tolkien Research, рассматривает упоминание Толкина о сияющих наручах принца Имрахила. Он пишет, что это был латный доспех, намекающий на образец позднего средневековья; но, учитывая сравнение Толкином армии Рохана с войсками на гобелене из Байе и его явное упоминание о кольчужных рубашках, доспехи в битве, должно быть, в основном были ранними кольчугами в стиле Беовульфа с дополнительными пластинами.

## Пеленнорское сражение в фильме Питера Джексона «Властелин Колец: Возвращение короля»
Пеленнорская битва играет очень важную роль в трилогии Питера Джексона «Властелин колец» и в целом точно следует исходному тексту третьей книги «Властелина Колец» Толкина, однако в сценарии присутствует ряд оригинальных режиссёрских изменений и дополнений (наиболее существенное отклонение от авторского текста — участие Армии Мёртвых непосредственно в битве у стен Минас Тирита).

### Предыстория
После блестящей победы при Хельмовой Пади войско Теодена возвращается в Эдорас. Ночью Перегрин Тук крадёт у Гэндальфа палантир, в котором видит Белое Дерево в огне и Око Саурона. Гэндальф понимает, что Саурон хочет атаковать Минас Тирит с целью недопущения возвращения Арагорна на трон Гондора, и не мешкая отправляется с Пиппином в Гондор.
В Минас Тирите Гэндальф первым делом идёт к наместнику Дэнетору и напоминает ему, что Гондор должен противостоять надвигающейся угрозе из Мордора и зажечь цепь сигнальных огней до границы с Роханом, но разум наместника ослаблен горем от известия о смерти старшего сына Боромира, и тот отвечает, что сопротивление бессмысленно. Пиппин в знак благодарности за героическую смерть Боромира приносит присягу Наместнику.
Войска Мордора под предводительством Короля-чародея Ангмара захватывают Осгилиат — город, стоящий на реке Андуин, таким образом, вторжение в Гондор началось. Видя надвигающуюся угрозу, Гэндальф, не дожидаясь приказа Наместника, при помощи Пиппина приводит в действие систему огненных маяков и тем самым вызывает подмогу против желания безвольного Дэнетора.
Дэнетор посылает младшего сына Фарамира отбить у орков Осгилиат, а фактически — на верную смерть, так как силы неравны. Подразделение рыцарей Минас Тирита истреблено, а Фарамир получил критические ранения. Думая, что сын при смерти, а надежды на спасение Гондора нет, Дэнетор пытается устроить погребальный костёр для себя и своего сына, но благодаря Перегрину Туку, а также вмешательству Гэндальфа, Фарамир был спасен. Дэнетор же поджигает самого себя и в ужасных муках бросается с высоты седьмого яруса Минас Тирита.

### ОсадаМинас Тирита
Полчища Саурона начинают осаду Минас Тирита. В изобилии используются катапульты и осадные башни, приводимые в действие троллями, а также таран Гронд, который тянут носорогоподобные животные, известные как великие звери. В армии Саурона, кроме орков, состоят тролли (горные и олог-хай), варги, истерлинги, харадрим и их боевые животные — мумаки (олифанты), а главное — назгулы во главе с предводителем, Королём-Чародеем. Назгулы перемещаются на крылатых существах, похожих на драконов. Их присутствие и леденящие душу крики внушают ужас защитникам города, благодаря чему воины Мордора продвигаются вперёд почти беспрепятственно. Руководство защитой города берёт на себя Гэндальф.
Гэндальф, являясь одним из Майар, мог бы одолеть Короля-чародея и, когда тот взламывает оборону города, выходит с ним на поединок. Однако рога рохиррим, подошедших на помощь на рассвете, заставляют Короля-Чародея ретироваться и ускакать на поле брани. Он уходит из города, а его полчища продолжают давить числом немногочисленных гондорцев, оттесняя их по улицам Минас Тирита ярус за ярусом. (Несмотря на явное поражение Гэндальфа в режиссёрской версии фильма Джексона, в оригинальной трилогии Толкина не упоминается возможный исход его поединка с Королём-Чародеем. Правда, упоминается тот факт, что Гэндальф оставался безмолвным и неподвижным некоторое время, когда враг уже уехал, хотя, возможно, Гэндальф готовился нанести ему магический удар, но из-за возможной гибели Фарамира не успел это сделать. Кроме того, Гэндальф в книге несколько раз успешно оборонялся от назгулов (например, у Амон Сул, когда он отразил натиск сразу всех Девятерых), а случай с бегством Ангмарца от менее сильного, чем Гэндальф, Глорфиндела показывает, что исход боя мог быть и совсем иным, чем в режиссёрской версии).

### Яростная атака рохиррим
К Пеленнорским полям маршем подходят конники Рохана, давние союзники Гондора, во главе с Теоденом и Эомером. Казалось, стремительный прорыв Рохана увенчается победой, но в это время к Пеленнорским полям подступают и легионы Харада. Гигантские мумаки (многократно превосходящие ростом самых больших слонов) внушают ужас рохиррим, однако те и не думают отступать, а рассредотачиваются и вступают с харадримами в бой. Поражая мумаков стрелами в глаза и подсекая им жилы на ногах, роханским воинам удаётся не только выдержать натиск монстров, но даже и развивать успех, повалив нескольких мумаков. Тем не менее потери армии Рохана от сыплющихся со спин мумаков стрел, усеянных копьями бивней и ног были столь велики, что к моменту прихода Войска Мёртвых от 6-тысячного войска Рохана осталось всего несколько сотен всадников, измотанных и деморализованных боем.
Тем временем Король-Чародей устремляется прямо на Теодена. Крылатая тварь убивает королевского коня, который при падении подминает хозяина под себя, обращает в бегство всадников Рохана и верных подданных короля. Предводитель назгулов собирается добить Теодена, но на его защиту встают Эовин и сопровождавший её оруженосец Теодена, Мериадок Брендибак. Эовин отрубает голову ящеру назгула и вступает в поединок с самим седоком. Назгул своим боевым цепом ломает ей руку вместе со щитом, однако в этот момент Мериадок поражает его сзади своим зачарованным кинжалом, и Эовин добивает своего противника ударом меча прямо в лицо. Тот немедленно развоплощается и гибнет. Перед смертью Теодена Эовин успевает проститься с ним.

### Заключительная часть сражения
Силы Мордора, тем не менее, не иссякают, армия Рохана практически разбита и взята оставшимися орками в кольцо окружения, бои в Минас Тирите перекинулись на верхние ярусы. В их поддержку должны были прийти чёрные корабли с пиратами Умбара, но прошедшие Путём Мёртвых Арагорн, Леголас и Гимли, заручившиеся поддержкой Войска Мёртвых, перехватывают корабли и приходят на помощь Минас Тириту. В самый ответственный момент сражения их призрачная армада наносит неотразимый удар в спину полчищам Саурона.
Армия призраков с лёгкостью сметает атакующую армию Харада, усиленную множеством мумаков, а также орков и троллей, разрушая осадные башни. Вместе с ними в бою участвуют Арагорн, а также Леголас и Гимли, вновь соревнующиеся, кто больше перебьёт врагов. Обессилевшая Эовин, не увидев Мериадока, продолжает его поиски. За ней устремляется Готмог (командующий орками), но его убивают Арагорн и Гимли. После этого Эовин теряет сознание (показано только в режиссерской версии).
К исходу дня армии Мордора и Харада полностью уничтожены. Армия Мёртвых выстраивается перед Арагорном, и тот освобождает Короля Мёртвых от его клятвы, нарушенной им тысячи лет тому назад, после чего призраки обретают свободу и навсегда исчезают. Наступает скорбный час — плач по погибшим воинам Гондора и Рохана. Инициатива переходит к свободным народам Средиземья.